# 1376 Мішель
1376 Мішель (1376 Michelle) — астероїд головного поясу, відкритий 29 жовтня 1935 року.
Тіссеранів параметр щодо Юпітера — 3,611.